# 8357 O'Connor
8357 O'Connor è un asteroide della fascia principale. Scoperto nel 1989, presenta un'orbita caratterizzata da un semiasse maggiore pari a 2,2739828 au e da un'eccentricità di 0,1691467, inclinata di 1,56281° rispetto all'eclittica.
L'asteroide è dedicato al biologo statunitense J. Dennis O'Connor.